# Pakt z diabłem

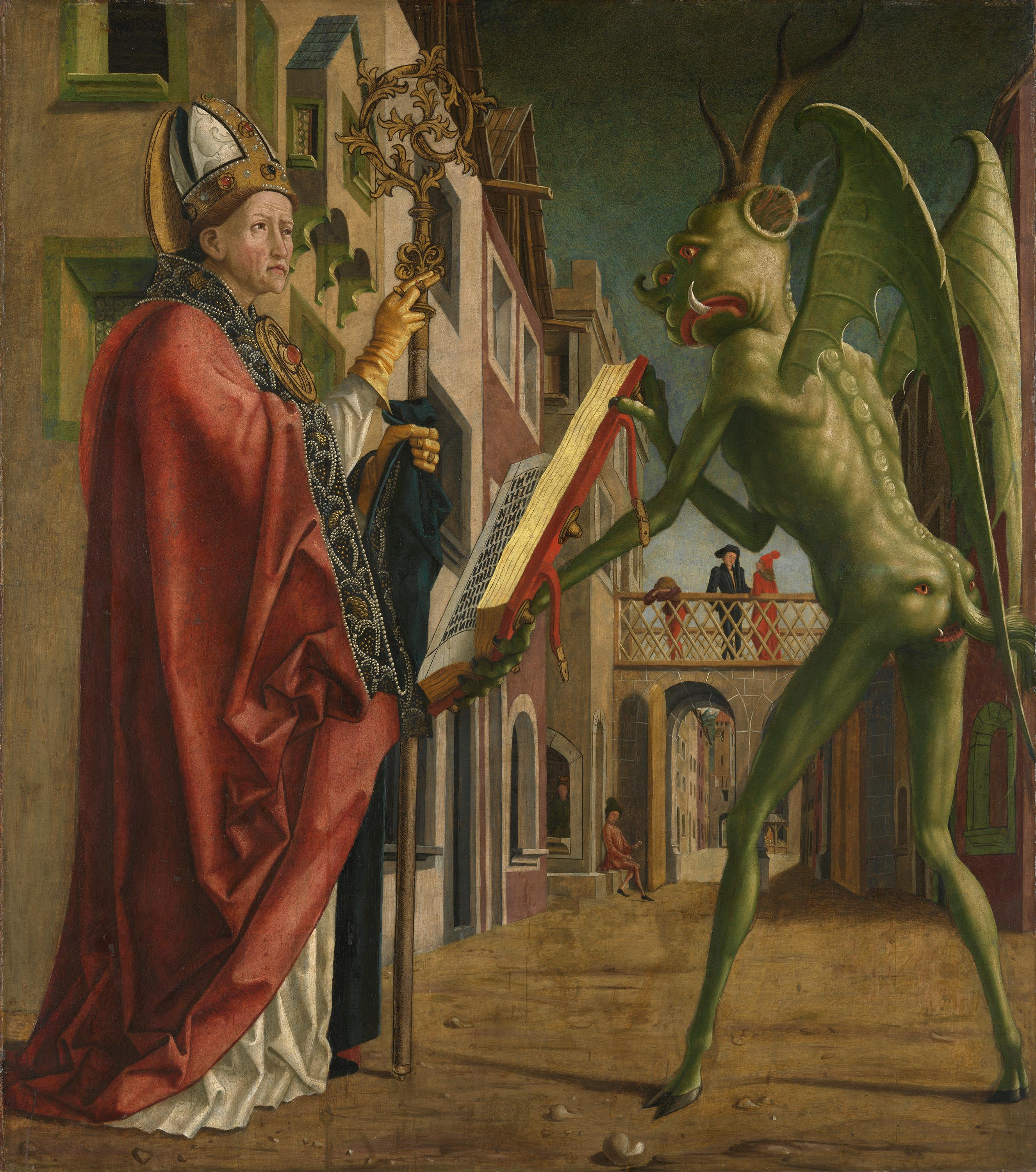
Święty Wolfgang i diabeł. Obraz Michaela Pachera, ok. 1471-1475.

Pakt z diabłem – porozumienie (czasem potwierdzone uroczystym ślubowaniem i napisane lub podpisane własną krwią), na podstawie którego poświęca się siebie Szatanowi, Lucyferowi, Mefistofelesowi i oddaje mu własną duszę, życie itd. Akt ten niekiedy jest czyniony jedynie z pobożności lub czci, ale częściej w celu zysku (sukcesu, przyjemności itd.) bądź jako środek i warunek inicjacji w pewnych sektach demonicznych.

## Geneza
Transakcja paktu z diabłem ma orientalny rodowód. Można ją śledzić poczynając od ksiąg perskich. W Zend-Aweście Aryman próbuje bezskutecznie skusić Zaratusztrę. W Szachname Ferdousiego arabski książę Zohak podpisuje pakt z Iblisem, zabija swego ojca i przejmuje jego tron, w końcu jednak ginie z powodu złych czynów popełnionych z pomocą demona. Kontakt Żydów z Persami od czasów niewoli babilońskiej spowodował przejęcie tej idei najpierw przez judaizm, a następnie przez chrześcijaństwo. Święty Hieronim jako pakt z diabłem tłumaczy sformułowanie z Księgi Izajasza: Zawarliśmy przymierze ze Śmiercią i z Szeolem zrobiliśmy układ. O pakcie z diabłem w sposób wyraźny mówi apokryficzna Księga Henocha, Talmud i Zohar. Na ideę możliwości zawarcia paktu z diabłem wyraźnie wskazuje scena trzeciego kuszenia z ewangelii synoptycznych, gdzie diabeł mówi do Jezusa, pokazując mu wszystkie królestwa świata: Dam ci to wszystko, jeśli upadniesz i oddasz mi pokłon.

## Forma
Motyw paktu z diabłem w kulturze europejskiej pojawia się najpierw na wschodzie na terenach Bizancjum. Ma formę pisemną, zgodnie z obowiązującymi w cesarstwie rzymskim formami prawnymi. Pakt powinien być podpisany krwią, co może mieć związek z dawnymi wierzeniami, że przez transfuzję można stworzyć więzy krwi zarówno z ludźmi jaki z istotami duchowymi. Użycie krwi dla zawarcia przymierza z diabłem może też odwoływać się do elementów wiary Izraela w krew jako siedlisko życia oraz okaleczeń stosowanych w wierzeniach ludów germańskich. Umowę zawsze podpisuje człowiek, nigdy diabeł. Jest ona zawierana na określony czas, najczęściej na dwadzieścia cztery lata.

## Cel
Bazyli Wielki opowiada w swych Dialogach o Proteriusie, który zawarł pakt z diabłem w zamian za miłość kobiety. Człowiek wchodzący w układ z diabłem mógł też pragnąć uzyskać pozycję, władzę, opiekę, przyjemność, bogactwo lub wiedzę. Ponieważ diabeł był księciem tego świata człowiek pragnął przez kontakt z nim zdobyć możność osiągnięcia rzeczy przekraczających możliwości istoty ludzkiej: całkowitą władzę nad światem, nad obiektami swych namiętności, poznanie wszystkich rzeczy dobrych i złych włącznie z wiedzą magiczną, zaspokojenie nienasyconego głodu złota.

## Cena
Zapłata jakiej żąda diabeł za swe usługi ma swoje źródło w ofiarach składanych, przez ich wyznawców, bóstwom pogańskim, które zostały w chrześcijaństwie zdegradowane do roli demonów. Pewien odrębny element wniósł w tę kwestię stosunek ludów północy Europy do ich duchów opiekuńczych, z którymi pertraktowano, traktując ich jako wynajętych pomocników. Z koboldami czy elfami ustalano warunki pracy, zatrudniano ich i zwalniano w miarę potrzeby. Diabły weszły w tę rolę: negocjowały umowy z ludźmi i podejmowały się służyć swym panom przez określony czas, za umówioną zapłatę. Gdy pod wpływem wierzeń perskich rola i możliwości demonów zaczęły wzrastać, wzrosła też i cena za ich usługi, którą stała się dusza człowieka.

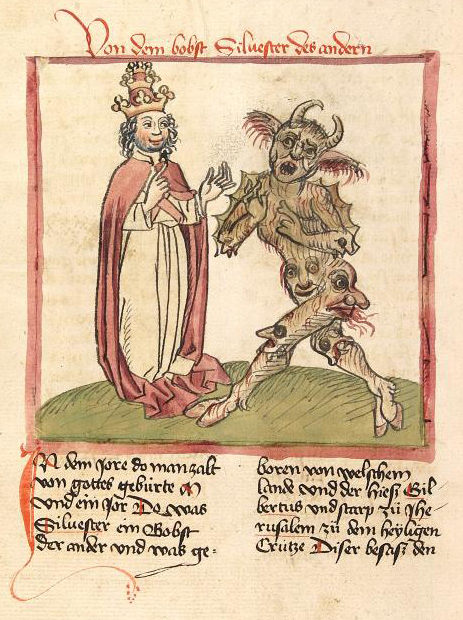
Papież Sylwester II i diabeł

Sprzedanie duszy człowieka diabłu, wskazuje na pewne związki z kanibalizmem. Jest pozostałością dawnego kultu ofiarnego, w którym bóstwo wchłaniało duszę ofiary, pożerając jego ciało. To tłumaczy średniowieczne wierzenie, że diabły pożerały ciała potępionych w piekle, często uwidaczniane na obrazach. Chrześcijaństwo utożsamiło sprzedanie duszy diabłu z utratą zbawienia.
Człowiek może także sprzedać diabłu cudzą duszę. W średniowiecznej legendzie rycerz sprzedaje duszę swojej żony. W wielu utworach jako emanacja duszy traktowany jest cień, tak dzieje się na przykład w utworze Chamissa Peter Schlemihl (1814). Zdarza się też, że człowiek sprzedaje diabłu kawałek swego ciała.

## Egzekucja należności przez diabła
Po upływie umówionego czasu, diabeł przychodzi zabrać duszę ludzką. Czasem odbywa się to bez zadania człowiekowi śmierci, diabeł zabiera duszę, a jej właściciel nadal jeszcze żyje, ale już tylko cieleśnie (vivente corpore). Tak dzieje się z bohaterem opowiadania E. A. Poe’go Bon-Bon.
Najczęściej jednak diabeł wchodzi w posiadanie duszy człowieka przez zabicie jego ciała. Człowiek płacił w ten sposób życiem za interesy z siłą nieczystą. Diabeł zadaje śmierć ofierze szarpiąc jej ciało zębami i pazurami. Nie jest jednak zainteresowany ciałem człowieka, chce posiąść jego duszę. Nie ma jednak pełnej władzy nad życiem człowieka. Nie może uśmiercić człowieka, który nie bluźniłby Bogu. W przekonaniu tym widać wyraźną analogię do Księgi Hioba, w której diabeł może kusić Hioba, ale nie może odebrać mu życia, dlatego też żona radzi mu: Złorzecz Bogu i umieraj (Hi 2, 9).

## Uniknięcie konsekwencji paktu z diabłem
Zazwyczaj pakt zawarty z diabłem kosztuje człowieka utratę zbawienia wiecznego. W tradycji ludowej nie brak jednak ludzi, którzy przechytrzyli nabywcę dusz. Chociaż diabeł nazywany jest arcyoszustem, podania często przedstawiają go jako ufnego głupca, wyprowadzanego w pole za pomocą najprostszych podstępów. Człowiek często nie ma skrupułów, by oszukać przeciwnika, często uchyla się przed dotrzymaniem zobowiązań albo pokonuje diabła skrupulatnym przestrzeganiem litery umowy. Obie strategie wykorzystuje Pan Twardowski w wierszu Mickiewicza.
Średniowieczny Kościół sam podsuwał ludziom sposoby obejścia warunków umowy. Kontrahent diabła zawsze mógł liczyć na pomoc Kościoła, toteż przed Reformacją diabeł prawie zawsze był oszukiwany w swych rachubach. Najpewniejszym sposobem w pokonaniu szatana było odwołanie się do Matki Boskiej, zawsze gotowej do walki z diabłem. W dramacie średniowiecznym Chrystus daje swej Matce koronę i berło wraz z całkowitą władzą nad diabłem. Matka Boska wyrwała z piekieł Merlina, Teofila, Roberta Diabła, uratowała też kobietę sprzedaną diabłu przez jej męża, zstępując w jej postaci do piekła i zmuszając diabła, by oddał jej mężowi podpisany przez niego dokument.

## Pakt z diabłem w kulturze
- W Fauście Johanna Wolfganga Goethego tytułowy bohater zawiera pakt z Mefistofelesem w zamian za odzyskanie młodości, by móc się cieszyć miłością ukochanej Małgorzaty.
- Twardowski, szlachcic mieszkający w Krakowie w XVI w. podpisał pakt z diabłem w zamian za wielką wiedzę i znajomość magii. W pakcie znajdował się jednak punkt, który mówił o tym, że diabeł może zabrać jego duszę do piekła jedynie w Rzymie (do którego Twardowski nie zamierzał się udać).
- W filmie Ghost Rider, główny bohater Johny Blaze podpisuje własną krwią pakt z Mefistofelesem, w zamian za wyleczenie ojca. Po kilku latach diabeł żąda wypełnienia umowy, poprzez powstrzymanie jego syna Blackhearta.
- Julien Green w książce Gdybym był panem opisuje pakt niezadowolonego ze swego życia młodzieńca, który podpisuje pakt z diabłem po to, by otrzymać od niego zdolność zamiany z kimkolwiek swojej osobowości; po dramatycznych przejściach udaje mu się wrócić do swojej pierwszej tożsamości.
- Pakt z diabłem ma miejsce w filmie Dzień Bestii (reż Alex de la Iglesio). Jest on zawarty podczas czarnej mszy (była ona złagodzona, ponieważ nie następowało na niej rytualne zabójstwo).
- Historia paktu z diabłem stanowi treść scenariusza filmu Dziewiąte wrota w reż. Romana Polańskiego (którego żona, Sharon Tate, została rytualnie zamordowana przez sektę The Family Charlesa Mansona).
- W amerykańskim serialu Nie z tego świata (reż. Erica Kripkego) motyw ten pojawia się dość często. Pakty zawsze zostają zawierane na rozdrożach przez zakopanie pudełka zawierającego obraz śmiertelnika chcącego dokonać transakcji, trochę ziemi cmentarnej i kość czarnego kota. Przeważnie osobie, która zaprzedała duszę, dawano 10 lat życia. Po upływie tego czasu Piekielny Pies przychodził po delikwenta i zabierał go do piekła. Główny bohater serialu, Dean Winchester, podpisał pakt, by przywrócić brata do życia.